# Lübeck
Lübeck város Észak-Németországban. Schleswig-Holstein szövetségi tartomány második legnagyobb városa. Évszázadokig a Hanza-szövetség központja volt, és építészeti hagyatéka miatt a világörökség része.

## Nevének eredete
A helységnév forrása a szláv Liubice (kedves, szép), amire 1080-ból is van latin nyelvű említés: civitas Liubice (Liubice lakói). A végződés az alnémet beke – bize mintájára módosult. Első magyar említése, a Lubec(c)a latinos alak 1597-ből.

## Fekvése
Lübeck a Trave folyó partján fekszik, Németország legnagyobb Balti-tengeri kikötőjével. A Travét az Elba–Lübeck-csatorna köti össze az Elba folyóval.

## Éghajlat
A Balti-tenger partján fekvő város éghajlatát az óceán, a szárazföldhöz való relatív közelség és az északi fekvés határozza meg. A csapadék eloszlása egyenletes, jószerivel egész évben eshet. Télen eső vagy hó, nyáron eső. Nyáron a nap korán kel és későn nyugszik, a hőmérséklet júniusban, júliusban és augusztusban is tartósan 30 fok fölé emelkedhet, de napnyugta után akár 10 fok alá is hűlhet a levegő. Télen gyakran fagy.

## Közigazgatás
A városnak van 10 városrésze (Stadtteil) és 35 kerülete (Stadtbezirk)

Városrészek és városkerületek

### 01Innenstadt
- 01 Innenstadt

### 02St. Jürgen
- 02 Hüxtertor/Mühlentor/Gärtnergasse
- 09 Strecknitz/Rothebek
- 10 Blankensee
- 11 Wulfsdorf
- 12 Beidendorf
- 13 Krummesse
- 14 Kronsforde
- 15 Niederbüssau
- 16 Vorrade
- 17 Schiereichenkoppel
- 18 Oberbüssau

### 03Moisling
- 19 Niendorf/Moorgarten
- 20 Reecke
- 21 Alt-Moisling/Genin

### 04Buntekuh
- 22 Buntekuh

### 05St. Lorenz-Süd
- 03 St. Lorenz-Süd

### 06St. Lorenz-Nord
- 04 Holstentor-Nord
- 05 Falkenfeld/Vorwerk/Teerhof
- 23 Groß Steinrade/Schönböcken
- 24 Dornbreite/Krempelsdorf

### 07St. Gertrud
- 06 Burgtor/Stadtpark
- 07 Marli/Brandenbaum
- 08 Eichholz
- 25 Karlshof/Israelsdorf/Gothmund

### 08Schlutup
- 26 Schlutup

### 09Kücknitz
- 27 Dänischburg/Siems/Rangenberg/Wallberg
- 28 Herrenwyk
- 29 Alt-Kücknitz/Dummersdorf/Roter Hahn
- 30 Pöppendorf

### 10Travemünde
- 31 Ivendorf
- 32 Alt-Travemünde/Rönnau
- 33 Priwall
- 34 Teutendorf
- 35 Brodten

## Története

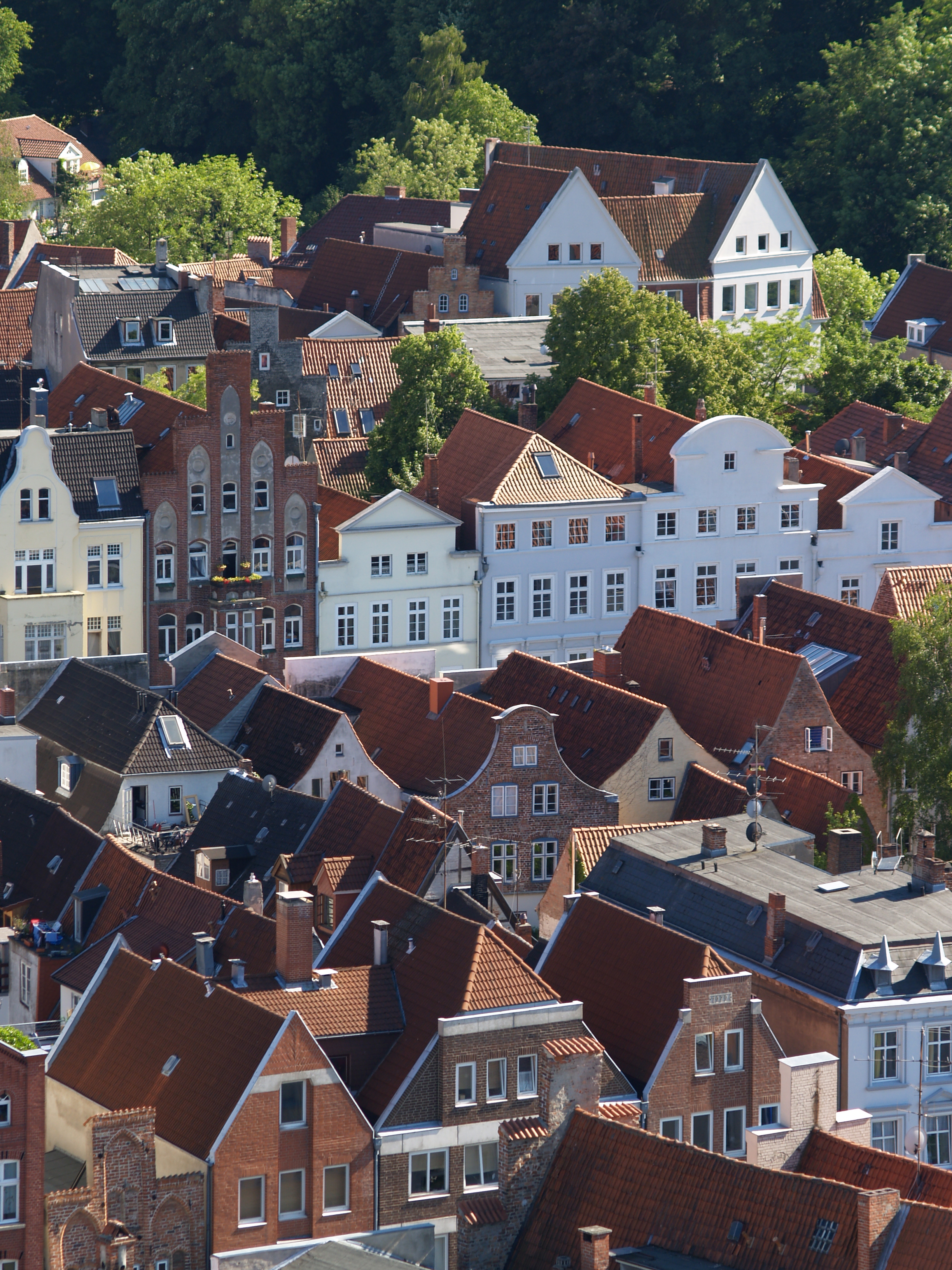
Lübecki házak

700 körül elbai szlávok telepedtek le Holstein keleti részén, és többek között megalapították Liubice települést, mintegy 6 km-re a mai városközponttól. A 10. századra jelentősége megnőtt, és egy várat emeltek, amelyet azonban 1128-ban rügeni szlávok leromboltak.
Lübecket 1143-ban alapította II. Adolf schauenburgi és holsteini gróf. A város többször gazdát cserélt, majd Barbarossa Frigyes császár egy húsz főből álló tanácsot állított a város élére. A tanács a 19. századig fennmaradt, és mivel főként kereskedőkből állt, ez döntően meghatározta a város politikáját. 1226-tól szabad császári város lett. A 14. században a Hanza-szövetség legmeghatározóbb tagjává vált.
A harmincéves háború (amelyben Lübeck semleges maradt) pusztításai és a transzatlanti kereskedelem felélénkülése miatt a Hanza-szövetség lassan lehanyatlott. 1806-ban Napóleon csapatai elfoglalták Lübecket. A város 1871-ben az újonnan alapított Német Birodalom része lett.
A második világháború alatt Lübecket érte az első brit légitámadás Németországban: az 1942. március 28-i bombázás és az azt követő tűzvész elpusztított három templomot és az óváros egy részét is. A háború utáni évtizedekben a város lakossága jelentősen nőtt az NDK-ból érkező menekültekkel.

## Közlekedés

### Közúti közlekedés
A várost érinti az A1-es és az A20-as autópálya.

## Nevezetességei

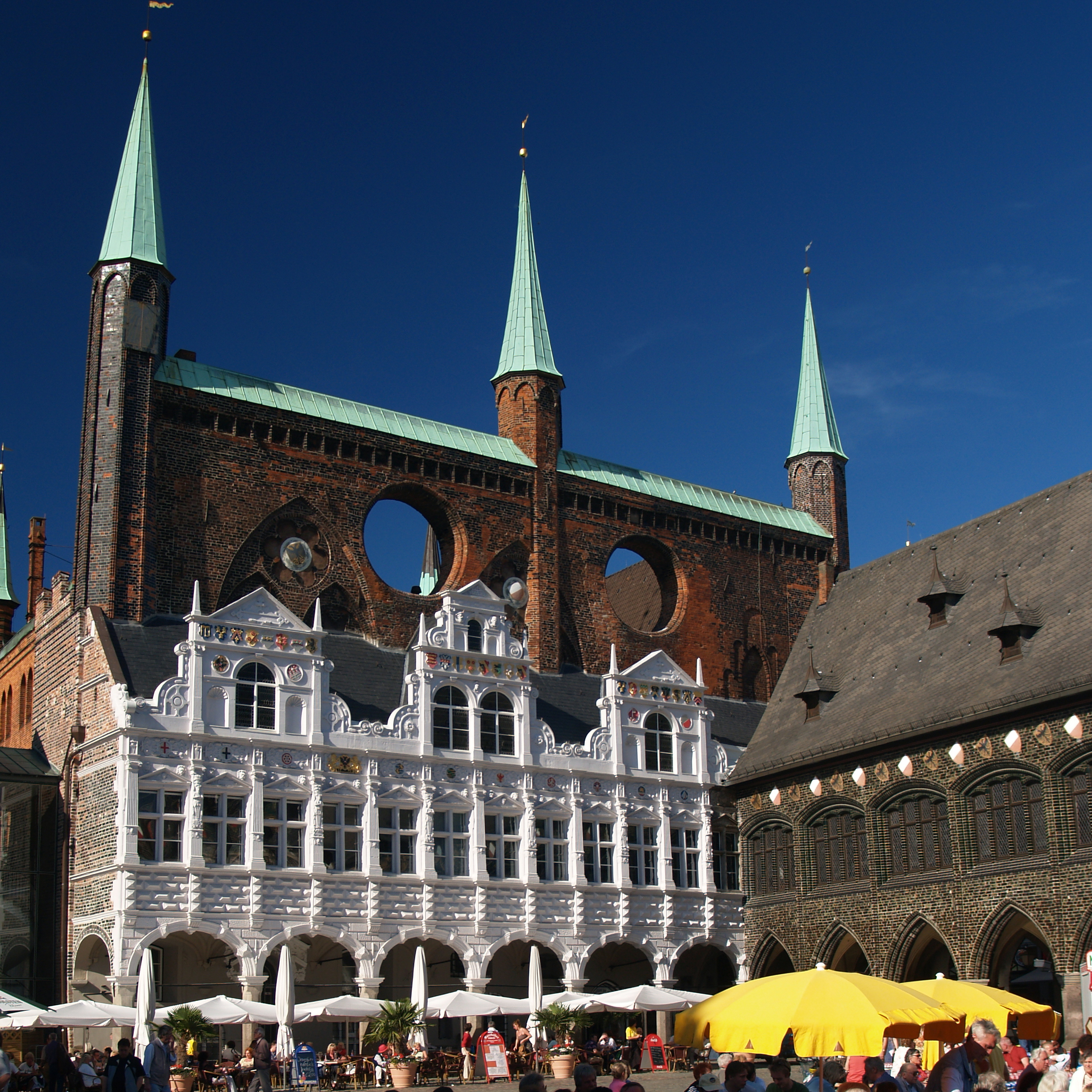
A városháza

- Lübecki dóm: a 13-14. századból származó székesegyház.
- Marienkirche (Mária-templom): a 13-14. században épült, a téglagótika szép példája
- Holstentor: az egykori négy városkapu egyike, a középkori várfalrendszer része

## Híres lübeckiek
- 1663: August Hermann Francke
- 1755: Christian Adolph Overbeck
- 1814: Ernst Curtius
- 1871: Heinrich Mann
- 1875: Thomas Mann
- 1878: Gustav Radbruch
- 1913: Willy Brandt
- 1939: Björn Engholm
- 1947: Peter Nogly
- 1948: Wolfgang Nešković
- 1964: Karen-Susan Fessel
- 1969: Robert Habeck

## Rendezvények
- Február: HanzaBike
- Május: Kereskedelem és Hanza
- Május: evezőverseny a Wakenitz-en
- Július: néptáncfesztivál
- Július: Travemünde-i hét
- Július/augusztus: Schleswig-Holstein-i zenei fesztivál
- Július/szeptember: Homokvilág
- Augusztus: Duckstein Festival, früher Traveuferfest
- Szeptember: minden második évben óvárosi fesztivál
- November: Északi filmnapok
- December: karácsonyi vásár
- December: jégcsónakverseny